# Onthophagus strandi
Onthophagus strandi är en skalbaggsart som beskrevs av Vladimir Balthasar 1935. Onthophagus strandi ingår i släktet Onthophagus och familjen bladhorningar. Inga underarter finns listade i Catalogue of Life.